# Turystyka alternatywna
Turystyka alternatywna – rodzaj turystyki preferujący, w odróżnieniu od turystyki masowej, ścisły związek turystów ze społecznościami miejscowymi, wykorzystuje walory regionów recepcyjnych (nie budowlanych) oraz istniejącej zabudowy w taki sposób, aby w największym stopniu zachować środowisko przyrodnicze. Głównym celem jest poznanie kultury ożywionej lub nieożywionej, jak również historii, gospodarki i sposobu życia mieszkańców odwiedzanego kraju lub regionu.
W turystyce alternatywnej, w przeciwieństwie do wysokiego stopnia organizacji współczesnej turystyki masowej, preferuje się samodzielną organizację wyprawy i programowanie celów turystycznych przy niskim udziale niedużych biur podróży. Inną charakterystyczną cechą turystyki alternatywnej jest stosunkowo wysoki stopień trudności jej uprawiania. Powoduje to, że uczestnik tego typu turystyki powinien charakteryzować się odpowiednim przygotowaniem turystycznym oraz uczyć się podróżowania.

## Charakterystyka
O ile turystyka masowa, zaspokajająca głównie potrzeby relaksu i wypoczynku przy wykorzystaniu wysokostandardowego hotelarstwa i urządzeń towarzyszących, nie wymaga trudu i wysiłku od turystów, o tyle turystyka alternatywna zmusza ich do wysiłku fizycznego i umysłowego, co upodabnia ją do turystyki kwalifikowanej.
Ostatnio pojawia się coraz więcej głosów krytycznych pod kątem turystyki masowej i jej negatywnego oddziaływania na środowisko i społeczności lokalne miejsc turystycznych. Ze współczesną turystyką wiążą się również negatywne zjawiska, jak nadużywanie alkoholu, narkotyki, nielegalny handel, prostytucja itp. Turystyka ta nie prowadzi uczestników do bliższego poznania kraju pobytu. Często jest tylko powierzchownym zetknięciem z enklawami przygotowanymi dla obcokrajowców. Zbyt duża liczba turystów prowadzi do degradacji wyjątkowych przyrodniczo i historycznie miejsc. Dochodzi do wzrostu przestępczości i antagonizmów między turystami a rdzennymi mieszkańcami.
Turystyka alternatywna stara się znaleźć i upowszechnić inne możliwości odmiennych, nieszablonowych form turystyki. Oparta jest na motywach krajoznawczych. Uprawiana głównie w małych nieformalnych grupach. Jest próbą ucieczki od typowych masowych form spędzania wolnego czasu.
Główne postulaty turystyki alternatywnej to:
- przedstawienie dobrych i możliwych do realizacji rozwiązań odmiennych od masowych form turystyki,
- uczciwy podział zysków między mieszkańców terenów turystycznych oraz obsługujących ten ruch turystyczny,
- umożliwianie takiego kontaktu między turystami a ludnością miejscową aby wzbogacał obie strony, a także gwarantował poczucie godności i prawa obu stronom,
- szacunek dla ludności odwiedzanych terenów, dla ich religii, kultury oraz mentalności,
- rezygnacja z wszelkich objawów kolonializmu w turystyce.